# Prolatief
De prolatief is een in Fins-Oegrische talen voorkomende naamval van een zelfstandig naamwoord of voornaamwoord met als basisbetekenissen "door middel van", "per" en/of "over(heen)". In grote lijnen komt deze betekenis overeen met die van de instrumentalis in sommige andere talen zoals het Baskisch.
In het Fins heeft de prolatief de uitgang -(i)tse: posti ("post"), posti-tse ("per post"), puhelim-itse ("per telefoon"), meri ("de zee") → meri-tse ("over zee"), net-itse ("door middel van/per Internet"). Door Finse taalkundigen wordt de prolatief echter meer gezien als een adpositie dan als een echte naamval. Dit is omdat het Finse bijvoeglijke naamwoord niet met de prolatief congrueert, wat wel het geval bij andere Finse naamvallen.
In Eskimo-Aleoetische talen komt een aparte naamval voor, de vialis, met een betekenis die sterk lijkt op die van de Fins-Oegrische prolatief.